# مسبح

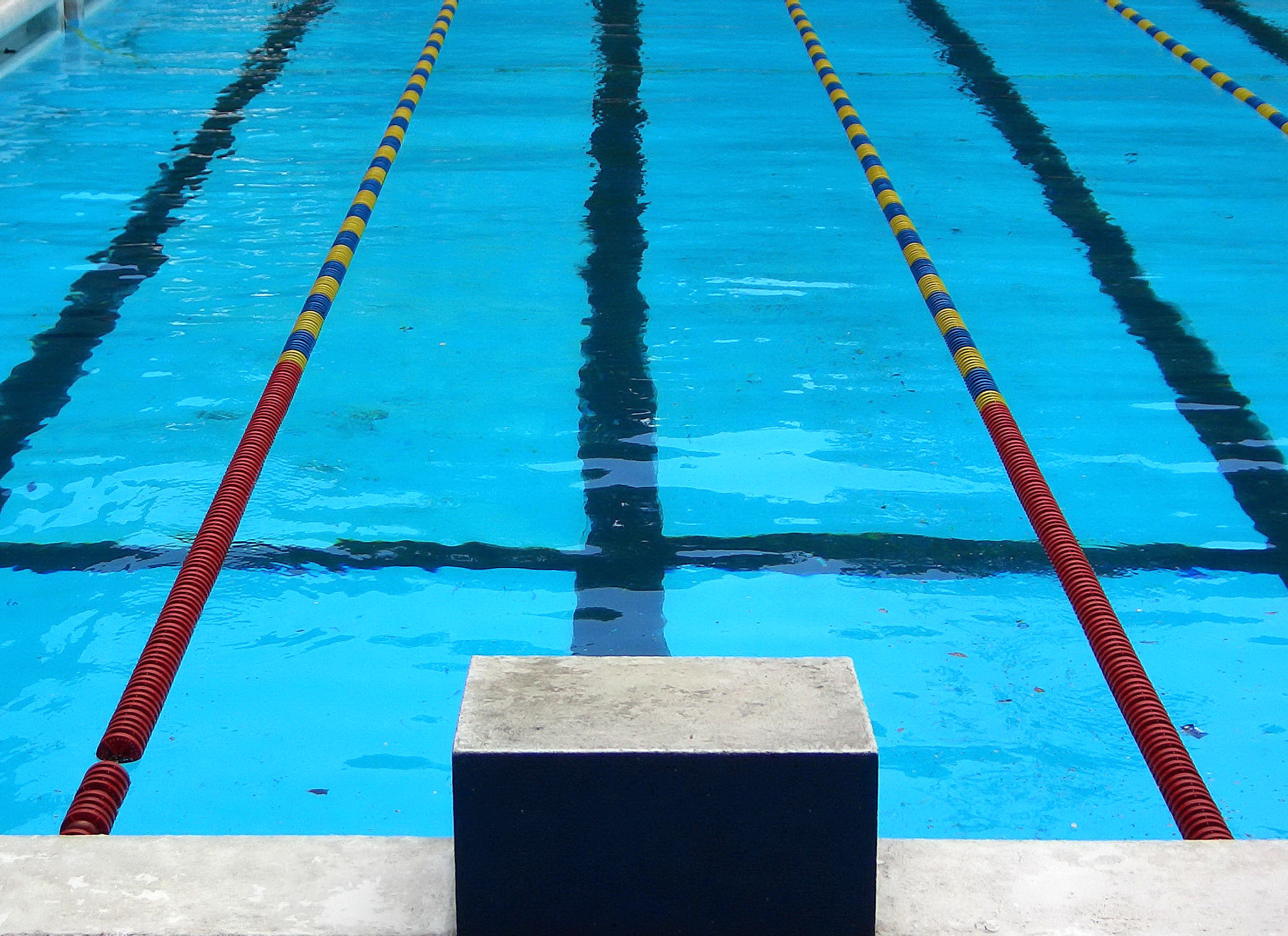
منصة انطلاق

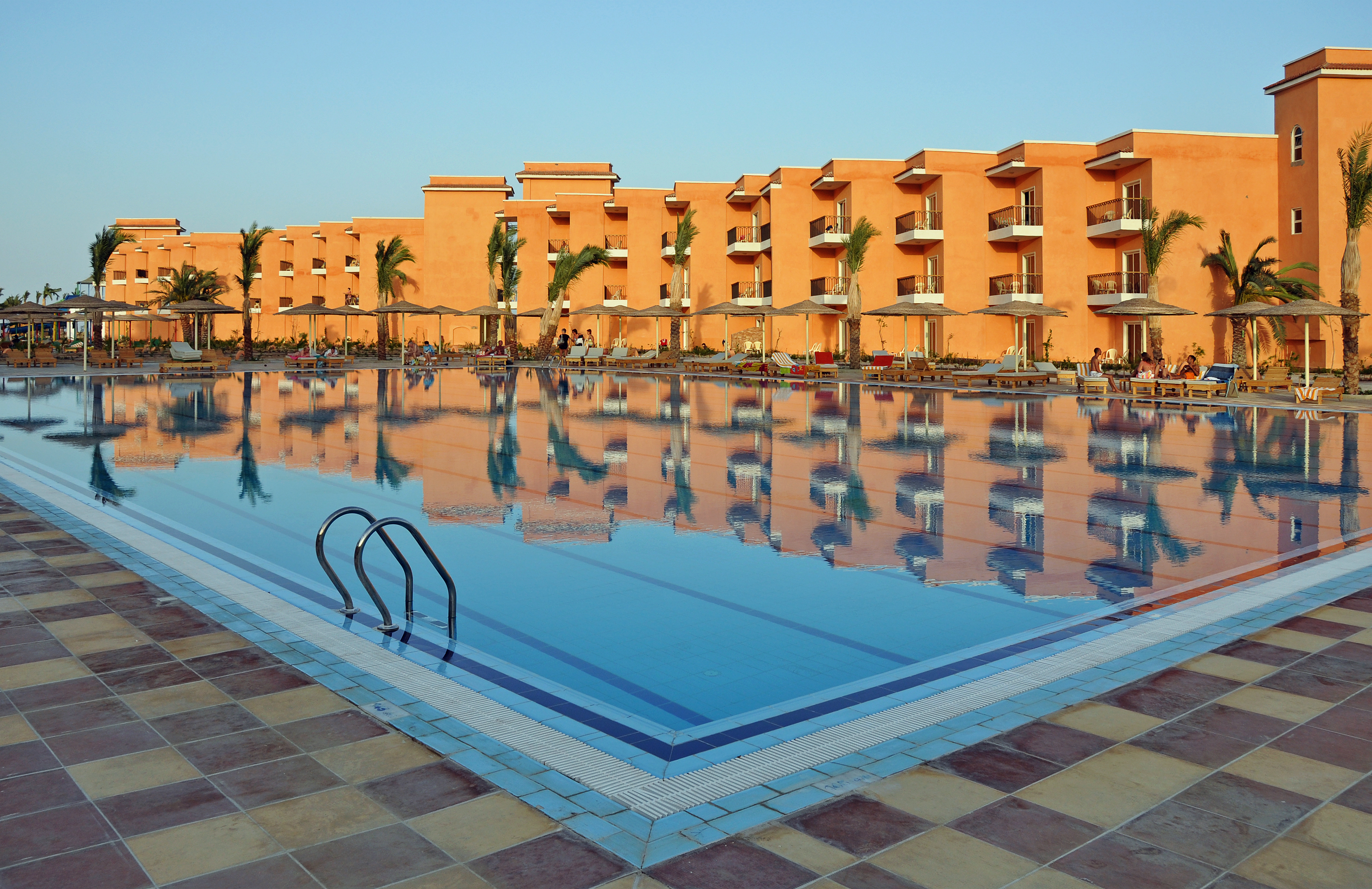
حمام سباحة في أحد منتجعات الغردقة

المسبح أو حمام السباحة أو بركة السباحة هو حوض مخصص لممارسة السباحة أو لاستضافة المسابقات المائية كالرقص الإيقاعي والغوص.
المسبح العام يكون طوله 25 متر وعرضه من 10 إلى 20 متر وعمقه لا يتجاوز العشرة أمتار أما المسبح الأولمبي فيكون طوله 50 متر وعرضه 25و يكون مقسما على 12 حارة وعمقه أكبر من عشر أمتار حيث أن رياضة القفز الهوائي من المنصة تحتاج لعمق كبير وذلك لأمان اللاعب وضمان عدم وصول جسده لأرضية الحوض مع العلم أن حمامات السباحة الأوليمبية يكون عمقها الموصي به هو ثلاثة أمتار.
بينما حمام السباحة التعليمي والتدريبي هو حمام ربع اوليبمي عرضه 12.5 متر وطوله 25 متر واعماق متدرجة تبدا من 90 سم إلى 200 سم .